# Fresno de la Ribera
Fresno de la Ribera è un comune spagnolo di 421 abitanti situato nella comunità autonoma di Castiglia e León.